# قراکچه
قراکچه (به لاتین: Karakeche) یک منطقهٔ مسکونی در قرقیزستان است که در منطقه نارین واقع شده‌است. قراکچه ۳٬۳۰۶ متر بالاتر از سطح دریا واقع شده‌است.